# The Raspberry Reich
The Raspberry Reich é um filme de 2004 dirigido por Bruce LaBruce que explora o que LaBruce chama de "terrorismo chique", dinâmicas de culto, e o "potencial radical inerente da expressão homossexual". O filme trata de um grupo de terroristas contemporâneos que se propõem a continuar o trabalho da Fração do Exército Vermelho (RAF), também conhecida como Gangue Baader-Meinhof. O grupo consiste de vários jovens e uma líder chamada Gudrun (em homenagem a Gudrun Ensslin). Todos os personagens são nomeados com base em membros originais da Gangue Baader-Meinhof ou revolucionários como Che Guevara. 
Eles se autodenominam a "Sexta Geração da Gangue Baader-Meinhof" e "O Reich Framboesa". "Reich" é uma referência ao sexólogo comunista Wilhelm Reich. Além disso, o termo "Raspberry Reich" foi cunhado pela líder da RAF, Gudrun Ensslin, para se referir à opressão da sociedade consumista. Algumas  frases do filme são passagens tiradas do livro Traité de savoir-vivre à l’usage des jeunes générations de Raoul Vaneigem. Uma versão "sem cortes" do filme foi lançada, intitulada The Revolution Is My Boyfriend, editada pela empresa de filmes pornôs gay Cazzo Film para incluir cenas eróticas retiradas na versão original.

## Enredo
O enredo central começa com o sequestro de Patrick (Andreas Stitch), filho de um industrial rico. Envolvimentos sexuais e românticos impulsionam o drama. No clímax do filme, Gudrun faz um solilóquio sobre a importância da vida pessoal na revolução. Ela enfatiza particularmente a quebra das normas sexuais heterossexuais e possessivas, instando seus camaradas a se juntarem à "Intifada Homossexual".
A pressão da personalidade controladora de Gudrun faz com que o grupo se desintegre. A maioria dos guerrilheiros urbanos escapa durante a noite. No desfecho, os personagens são revisitados algum tempo depois. Vários encontraram felicidade nos relacionamentos homossexuais estabelecidos durante suas atividades revolucionárias. Che tornou-se um treinador de terroristas no Oriente Médio. Patrick escapa com Clyde, onde eles embarcam em uma onda de assaltos a bancos. Essa ação é reminiscente das ações de Patty Hearst com o SLA. Gudrun e Holger se estabelecem e têm um filho chamado Ulrike (em homenagem a Ulrike Meinhof), que Gudrun acredita poderia encarnar a próxima geração da Fração do Exército Vermelho.

### Slogans
Os slogans são usados frequentemente para transmitir a política do Raspberry Reich. Eles são tanto uma extensão quanto uma paródia dos slogans usados por organizações políticas. Alguns slogans usados no filme incluem:
- "A Revolução é meu namorado!"
- "Me foda contra a parede, desgraçado!"
- "Me foda pela Revolução!"
- "Você é revolucionário o suficiente para abandonar suas namoradas?"[5]
- "Junte-se à intifada homossexual!"
- "Nenhuma revolução sem revolução sexual. Nenhuma revolução sexual sem revolução homossexual."
- "Fora dos quartos para as ruas!"
- "Heterossexualidade é o ópio das massas"
- "Hip hop corporativo é contrarrevolucionário!"
- "Madonna é contrarrevolucionária!"
- "Cornflakes são contrarrevolucionários!"
- "Masturbação é contrarrevolucionária!"
- "Carne é contrarrevolucionária!"

### Sátira
Humor e sátira são empregados para explorar a lacuna entre realidade e ideais no mundo terrorista. Por exemplo, alguns dos sequestradores — vegetarianos declarados por razões políticas ("carne é contrarrevolucionária") — compram hambúrgueres em uma cadeia de fast food multinacional pelo drive-through com sua vítima ainda no porta-malas.

## Elenco
- Susanne Sachße como Gudrun (creditada como Susanne Sachsse)
- Daniel Bätscher como Holger (creditado como Tim Vinzent)
- Andreas Stich como Patrick (creditado como Andreas Rupprecht)
- Dean Monroe como Andreas (creditado como Dean Stathis)
- Anton Z. Risan como Clyde (creditado como Anton)
- Daniel Fettig como Che (creditado como Damion)
- Gerrit como Helmut
- Joeffrey como Horst
- Ulrike Schirm como Vizinha 1 (creditada como Ulrike S.)
- Keith Levy como Drag Queen Palco (creditado como Sherry Vine)
- Stephan Dilschneider como Vizinha 2
- Pünktchen como Drag Queen Porta
- Sven Reinhard como Policial
- Genesis P-Orridge como Personalidade da TV
- Naushad como Muçulmano
- Huseyin Gunus como Terrorista Árabe 1 (creditado como Huseyin Günus)
- Alfredo Holz como Terrorista Árabe 2
- Claus Matthes como Terrorista Árabe 3 / Voz Adicional
- Rafael Caba como Terrorista Árabe 4
- Mischka Kral como Diplomata
- Marco Volk como Motorista / Voz Adicional
- Darius Sautter Aschkanpour como Bebê
- Christoph Glaubacker como Patrick (voz)
- Andreas Stadler como Che (voz)
- Ralf Grawe como Helmut (voz)
- Mario Mentrup como Horst (voz)
- David Arnold como Voz Adicional (voz)
- Daniel Hendricksen como Voz Adicional (voz)

## Recepção
No site agregador de críticas Rotten Tomatoes, 50% das 14 resenhas dos críticos são positivas.